# Saint-Isidore (Nuevo Brunswick)
Saint-Isidore es una parroquia canadiense situada en la provincia de Nuevo Brunswick.

## Superficie
Saint-Isidore tiene una superficie de 173,14 km².

## Demografía
En 2021, tenía 1312 habitantes, una densidad poblacional de 7,6 hab./km², y 643 viviendas.